# الکساندر یونان
الکساندر (به یونانی:Ἀλέξανδρος؛ ۱ اوت ۱۸۹۳ – ۲۵ اکتبر ۱۹۲۰) شاه یونان از ۱۹۱۷ تا زمان مرگش در ۱۹۲۰ میلادی ، به دلیل آسیب ناشی از گزیدگی یک میمون ، بود.

## زندگی
او دومین پسر کنستانتین اول یونان بود که در کاخ تابستانی ، تاتوی، در بیرون از آتن به دنیا آمد. وی در ۱۹۱۷ میلادی در جنگ جهانی اول و پس از آنکه پدر و برادرش ولیعهد جرج توسط نخست وزیر الفتریوس ونیزلوس و متفقین به تبعید فرستاده شدند، به سلطنت رسید. او بدون تجربه سیاسی کافی ، ابزار سیاسی ونیزلیست‌ها شده و در کاخ خود به صورت یک زندانی زندگی می کرد. نخست وزیر ونیزلوس در اصل فرمانروای واقعی کشور بود و تحت حمایت متفقین قرار داشت. اگرچه الکساندر قدرت سیاسی کافی نداشت اما نیروهای یونانی را به خوبی در جنگ با بلغارستان و امپراتوری عثمانی پشتیبانی و رهبری نمود. در دوره حکومت او به دلیل پیروزی یونان و متفقین در جنگ جهانی اول و آغاز جنگ یونان و ترکیه (۱۹۲۲–۱۹۱۹) ، قلمرو یونان به شدت افزایش پیدا کرد.
الکساندر در اقدامی بحث‌برانگیز در ۱۹۱۹ با فردی غیر اشرافی به نام آسپاسیا مانوس ازدواج کرد که باعث برانگیخته‌شدن شایعات زیادی در مورد آن دو گردید و آنان را مجبور کرد که چندین ماه از یونان خارج شوند. به زودی الکساندر همراه همسرش به یونان بازگشت اما به دلیل گزیده‌شدن توسط نوعی از میمون به نام مکاک بربری ، دچار بیماری گندخونی شد و بر اثر این بیماری در ۲۵ اکتبر ۱۹۲۰ درگذشت. مرگ ناگهانی او سوالات فراوانی را درباره آینده کشور مطرح کرد و به یکباره باعث سقوط رژیم ونیزلیست‌ها گردید. سرانجام، پس از همه‌پرسی و انتخاباتی عمومی در یونان، کنستانتین اول دوباره به قدرت بازگشت.